# Station Kalisetail
Kalisetail is een spoorwegstation in de Indonesische provincie Oost-Java.

## Bestemmingen
- Mutiara Timur: naar Station Banyuwangi Baru en Station Surabaya Gubeng
- Kereta api Probowangi: naar Station Probolinggo en Station Banyuwangi Baru
- Kereta api Pandanwangi: naar Station Jember en Station Banyuwangi Baru
- Tawang Alun: naar Station Banyuwangi Baru en Station Malang
- Sri Tanjung: naar Station Banyuwangi Baru en Station Yogya Lempuyangan
- Jalur KA: Station Kalisat-Station Banyuwangi Baru